# Apanteles medioimpressus
Apanteles medioimpressus är en stekelart som beskrevs av Granger 1949. Apanteles medioimpressus ingår i släktet Apanteles och familjen bracksteklar. Inga underarter finns listade i Catalogue of Life.